# Bladel (gemeente)

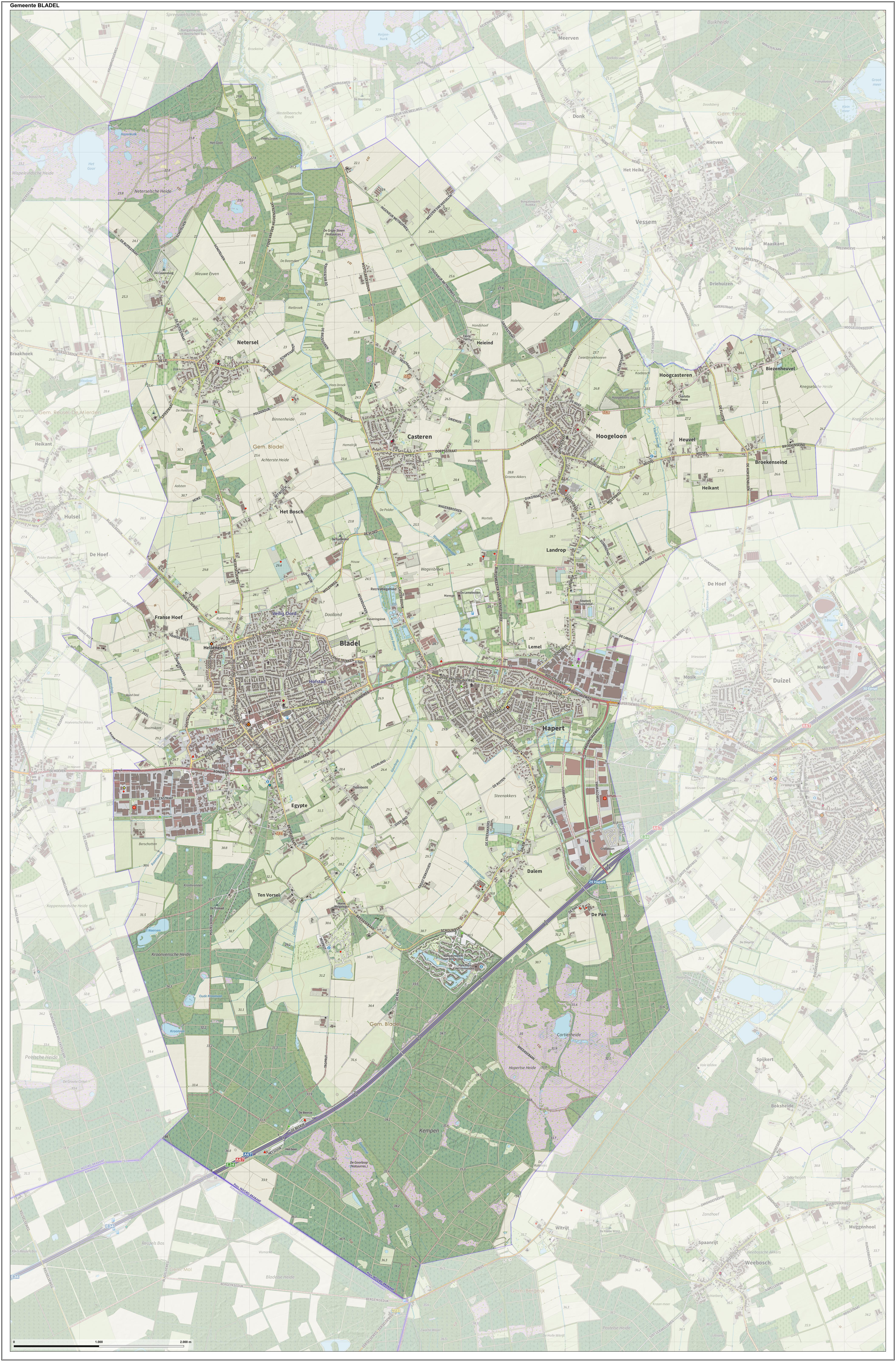
Topografische gemeentekaart van Bladel, september 2022

Bladel (uitspraakⓘ; Brabants: Blaal) is een gemeente in de Nederlandse provincie Noord-Brabant, gelegen in de regio Kempen en in zijn geheel behorende tot de Acht Zaligheden. De hoofdplaats is het gelijknamige dorp Bladel. De gemeente telt 20.980 inwoners (1 januari 2024, bron: CBS) en heeft een oppervlakte van 73,60 km². De gemeente Bladel maakt deel uit van de Metropoolregio Eindhoven.

## Kernen van de gemeente Bladel
- Bladel
- Casteren
- Hapert
  - Dalem
- Hoogeloon
- Netersel (Acht Zaligheden)

## Onderwijs
- Pius X College, Bladel

## Geschiedenis van de gemeente Bladel

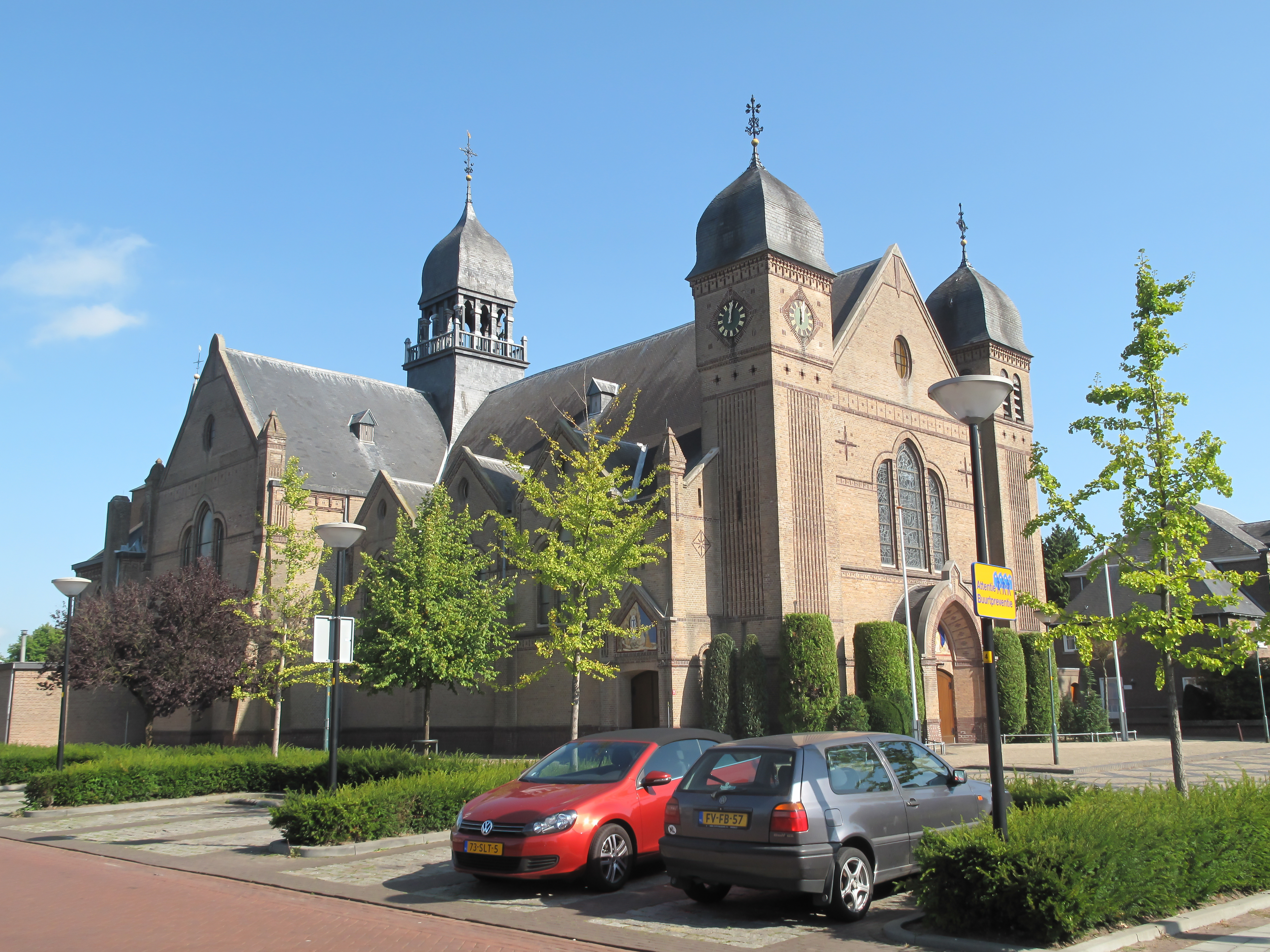
Bladel, Sint-Petrus'-Bandenkerk

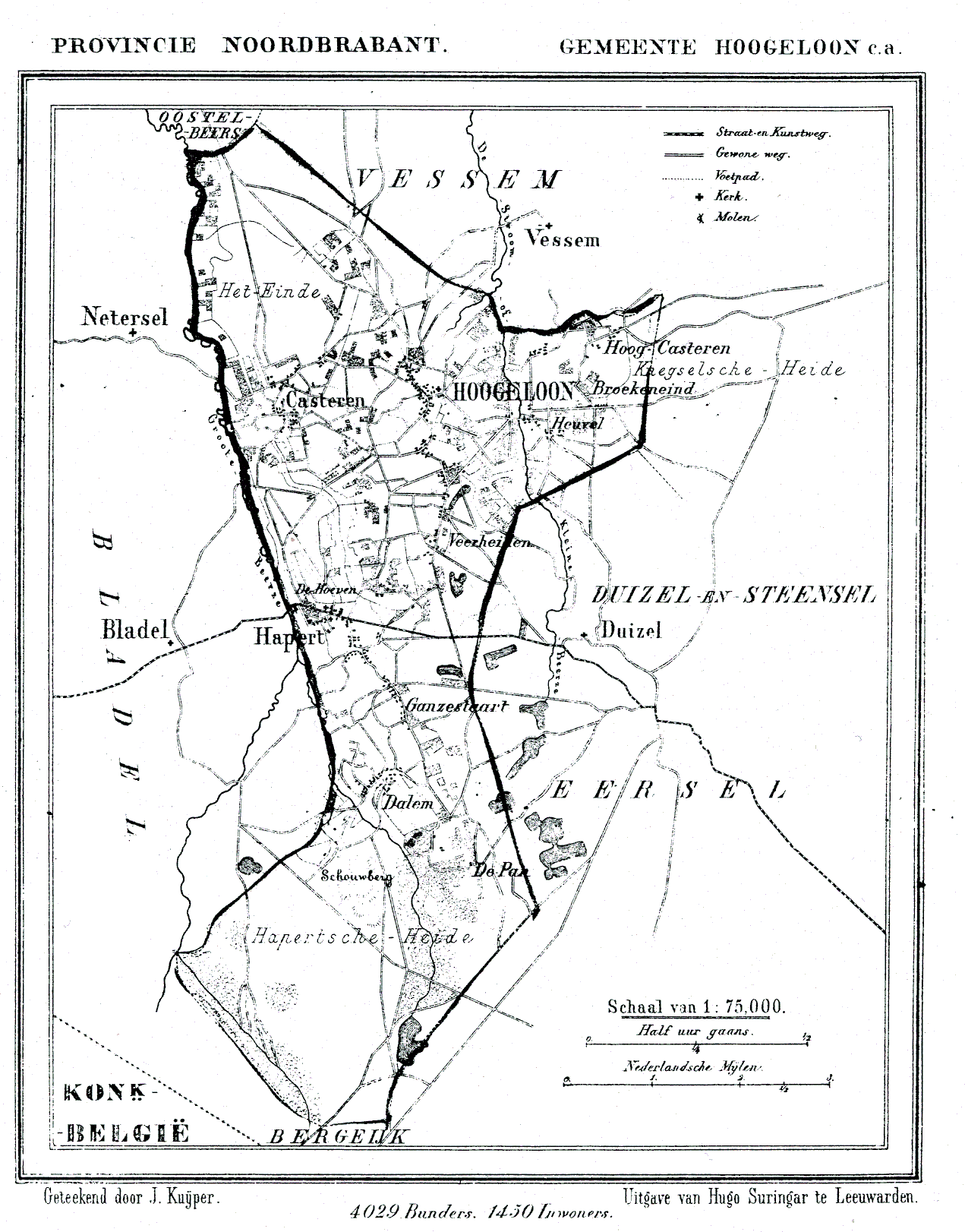
Hoogeloon, Hapert en Casteren in 1867

De huidige gemeente Bladel werd in 1997 gevormd door fusie uit de vroegere gemeenten Bladel en Netersel en Hoogeloon, Hapert en Casteren. Het gemeentehuis in Hapert kwam te vervallen en het gemeentehuis van de nieuw gevormde gemeente werd gevestigd te Bladel op de locatie van het oude gemeentehuis.

De huidige gemeente kent, naast landelijke gebieden, ook veel industrie die voornamelijk in de kernen Hapert en Bladel is gevestigd. Daarnaast is er in 2011 in Hapert een grootschalig nieuw bedrijventerrein aangelegd, het Kempisch Bedrijvenpark (KBP), dat zich tussen de kom van Hapert en de autosnelweg uitstrekt. Destijds is er ook een nieuwe aansluiting gerealiseerd op de snelweg A67. In 2012 werden de eerste bedrijven hier geopend. Zo werd de gemeente Bladel in 2014 gerekend tot de top tien sterkste economische gemeenten van Nederland.

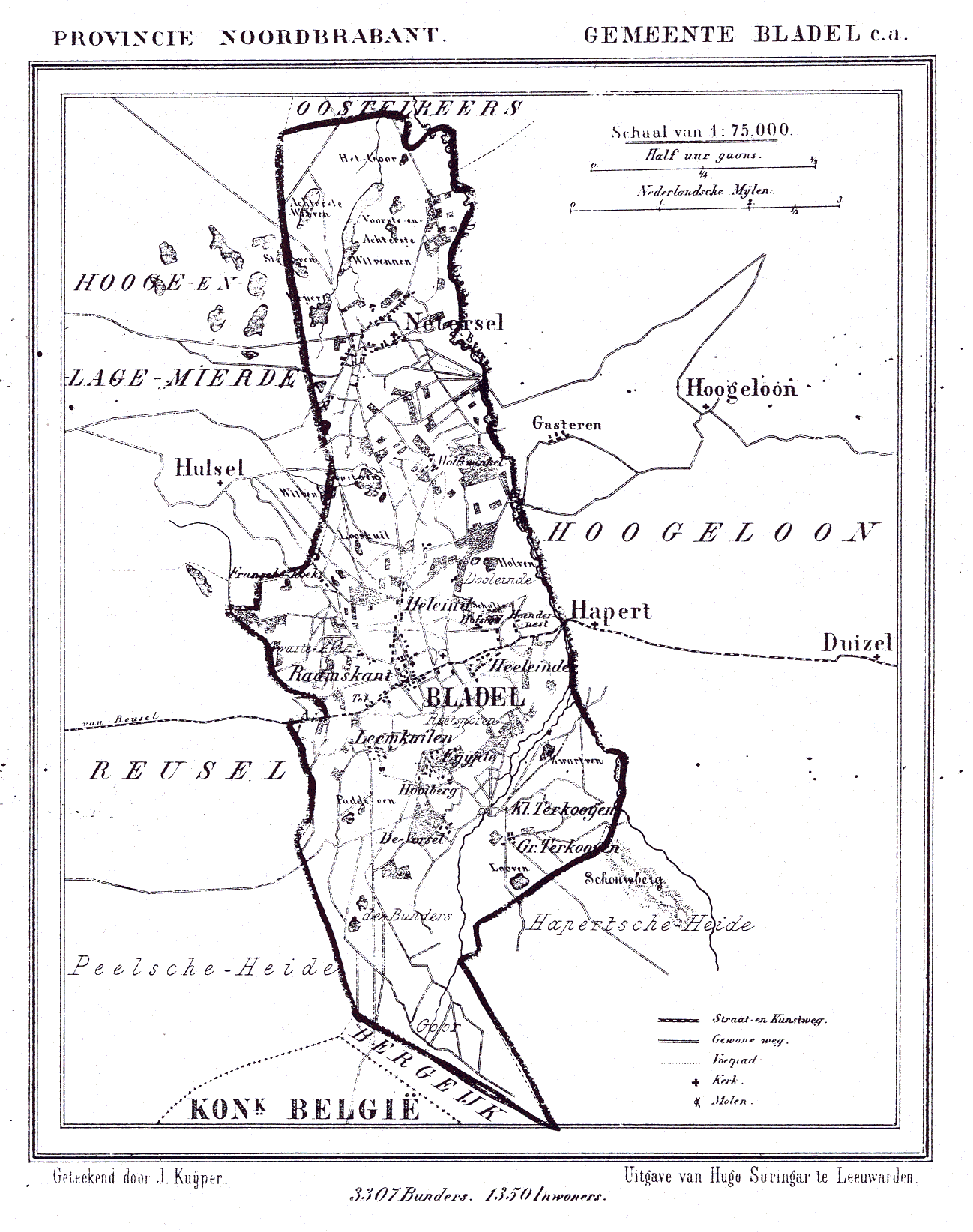
Bladel en Netersel in 1866

## Bekende inwoners

### Bladel

#### Geboren
- Renier Snieders (1812-1888), Nederlands schrijver.
- August Snieders (1825-1904), Nederlands schrijver.
- Corky de Graauw (1951), ijshockeyer.
- Jonas Castelijns (1953), hoogleraar en radioloog
- Mary Fiers (1968), politica.
- Roy Beerens (1987), voetballer.
- Koen van Steensel (1989), voetballer.
- Paul Dijkmans (1991), voetballer.

#### Overleden
- Joseph Gindra (1938),  kunstschilder.
- Sam van Embden (2000), stedenbouwkundige.
- Pierre van Ostade (2005), radio- en televisiepresentator.

### Hapert

#### Geboren
- Alfons Lemmens (1919-2013), voetballer.
- Ton Wouters (1958), voetballer.
- Fons Spooren (1963), voormalig directeur PSV.
- Twan Castelijns (1989), wielrenner.
- Niek van den Putte (1991), voetballer
- Aniek van Alphen (1999), veldrijdster.

#### Overleden
- Elsken Joosten (1605-1687), bekend protestants fenomeen in de Meierij van 's-Hertogenbosch.
- Willy Mignot (1915-1972), beeldhouwer.
- Boy Swachten (1958-2017), voormalig burgemeester Bladel.
- Tijn Kolsteren (2010-2017), fondsenwerver.

### Hoogeloon

#### Geboren
- Harrie Beex (1914-1997), schrijver en priester
- Harrie van der Zanden (1894-1964), Politicus

## Gemeenteraad

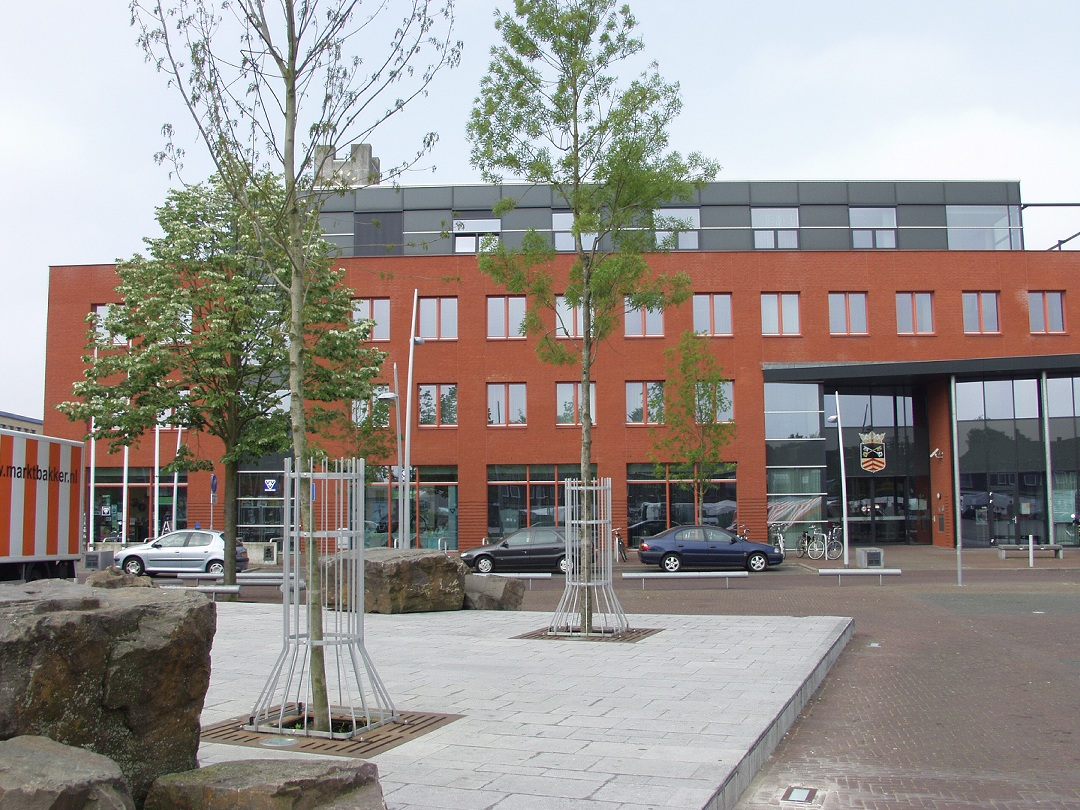
Gemeentehuis Bladel met links de vvv

De huidige gemeenteraad van Bladel werd verkozen bij de gemeenteraadsverkiezingen van 16 maart 2022.
| Gemeenteraadszetels   | Gemeenteraadszetels | Gemeenteraadszetels | Gemeenteraadszetels | Gemeenteraadszetels | Gemeenteraadszetels | Gemeenteraadszetels | Gemeenteraadszetels |
| Partij                | 1999                | 2002                | 2006                | 2010                | 2014                | 2018                | 2022                |
| --------------------- | ------------------- | ------------------- | ------------------- | ------------------- | ------------------- | ------------------- | ------------------- |
| Bladel Transparant    | -                   | -                   | 3                   | 3                   | 3                   | 5                   | 8                   |
| CDA                   | 4                   | 4                   | 4                   | 4                   | 4                   | 5                   | 4                   |
| Vrije Hapertse Partij | 4                   | 3                   | 2                   | 3                   | 4                   | 4                   | 4                   |
| PRO5                  | -                   | -                   | -                   | -                   | 4                   | 3                   | 2                   |
| VVD                   | 2                   | 2                   | 2                   | 2                   | 2                   | 1                   | 1                   |
| D66                   | -                   | -                   | -                   | -                   | -                   | 1                   | -                   |
| PvdA                  | 2                   | 3                   | 3                   | 2                   | -                   | -                   | -                   |
| GroenLinks            | -                   | 1                   | 1                   | 2                   | -                   | -                   | -                   |
| Algemeen Belang       | 3                   | 2                   | 1                   | 1                   | -                   | -                   | -                   |
| Fraktie Hoogeloon     | 2                   | 2                   | 1                   | -                   | -                   | -                   | -                   |
| Totaal                | 17                  | 17                  | 17                  | 17                  | 17                  | 19                  | 19                  |
| Opkomst               |                     |                     |                     | 53,33%              | 50,25%              | 56,08%              | 54,36%              |

## Aangrenzende gemeenten
| Aangrenzende gemeenten | Aangrenzende gemeenten | Aangrenzende gemeenten | Aangrenzende gemeenten | Aangrenzende gemeenten |
| ---------------------- | ---------------------- | ---------------------- | ---------------------- | ---------------------- |
| Hilvarenbeek           |                        | Oirschot               |                        |                        |
|                        |                        |                        |                        |                        |
| Reusel-De Mierden      | Eersel                 |                        |                        |                        |
|                        |                        |                        |                        |                        |
| Mol (B)                |                        |                        |                        | Bergeijk               |

## Monumenten
In de gemeente is een aantal rijksmonumenten, gemeentelijke monumenten, en oorlogsmonumenten, zie:
- Lijst van rijksmonumenten in Bladel (gemeente)
- Lijst van gemeentelijke monumenten in Bladel
- Lijst van oorlogsmonumenten in Bladel

## Kunst in de openbare ruimte
In de gemeente Bladel zijn diverse beelden, sculpturen en objecten geplaatst in de openbare ruimte, zie:
- Lijst van beelden in Bladel

Hoofdplaats: Bladel      Dorpen: Casteren · Hapert · Hoogeloon · Netersel

Buurtschappen: Biezenheuvel · Broekenseind · Dalem · De Pan · Egypte · Franse Hoef · Heieind · Heikant · Helleneind · Het Bosch · Heuvel · Hoogcasteren · Landorp · Lemel · Ten Vorsel

Voormalige gemeenten: Bladel en Netersel · Hoogeloon, Hapert en Casteren

Noord-Brabant: Steden en dorpen      Nederland: Provincies · Gemeenten
Alphen-Chaam · Altena · Asten · Baarle-Nassau · Bergeijk · Bergen op Zoom · Bernheze · Best · Bladel · Boekel · Boxtel · Breda · Cranendonck · Deurne · Dongen · Drimmelen · Eersel · Eindhoven · Etten-Leur · Geertruidenberg · Geldrop-Mierlo · Gemert-Bakel · Gilze en Rijen · Goirle · Halderberge · Heeze-Leende · Helmond · 's-Hertogenbosch · Heusden · Hilvarenbeek · Laarbeek · Land van Cuijk · Loon op Zand · Maashorst · Meierijstad · Moerdijk · Nuenen, Gerwen en Nederwetten · Oirschot · Oisterwijk · Oosterhout · Oss · Reusel-De Mierden · Roosendaal · Rucphen · Sint-Michielsgestel · Someren · Son en Breugel · Steenbergen · Tilburg · Valkenswaard · Veldhoven · Vught · Waalre · Waalwijk · Woensdrecht · Zundert

Steden en dorpen · Voormalige gemeenten · Nederland: Provincies · Gemeenten